# Villa Pietschker

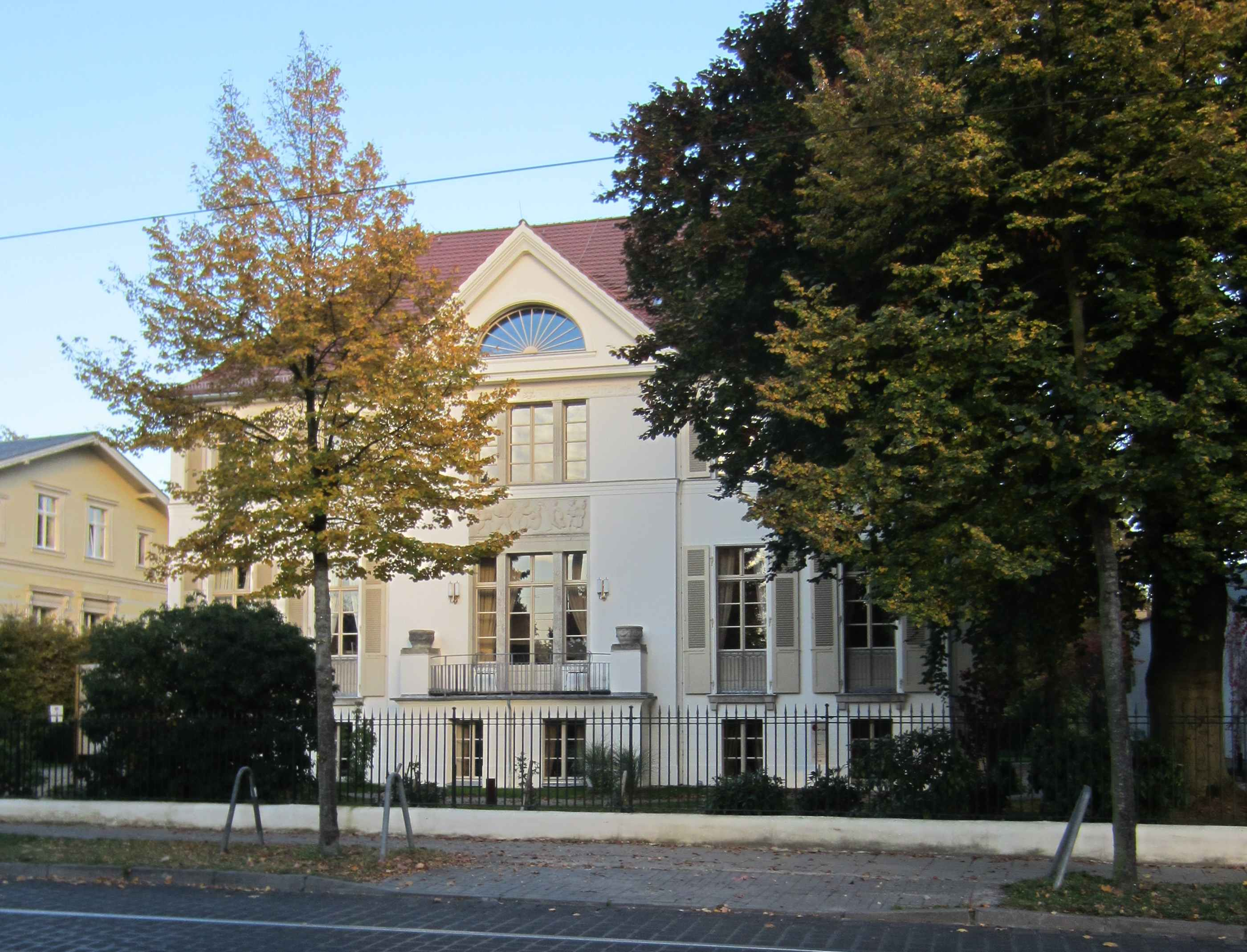
Villa Pietschker/Villa von Winterfeld, Puschkinallee 12

Die Villa Pietschker, auch Villa von Winterfeld, ist ein denkmalgeschütztes Gebäude im Potsdamer Stadtteil Nauener Vorstadt, Puschkinallee 12.

## Geschichte
Die 1909/10 errichtete Villa in der damaligen Kapellenbergstraße 12 entwarf der Architekt Paul Baumgarten. Die Ausführung übernahm das Potsdamer Bauunternehmen A. Grabkowsky & Söhne. Auftraggeberin war Käthe Pietschker (1861–1949), Tochter des Industriellen Werner von Siemens und Witwe des von 1878 bis 1894 in Bornstedt amtierenden Pfarrers Carl Pietschker (1846–1906). Sie ließ das Haus für ihren Sohn, den Flugpionier Werner Alfred Pietschker bauen, der 1911 tödlich verunglückte.
Die Villa bezogen 1912 Oberleutnant Ludwig von Winterfeld, später Vorstandsmitglied der Siemens-Schuckertwerke und dessen Ehefrau Charlotte (1885–1970), geborene Pietschker. 1913 kamen Nebengebäude mit Personalwohnungen und Garagen hinzu sowie ein Saalanbau nach dem Entwurf des Architekten Hans Hertlein. Im Potsdamer Adressbuch für 1914 ist die in der Marienstraße 22 (später Gregor-Mendel-Straße) wohnhafte Käthe Pietschker noch als Eigentümerin eingetragen und spätestens ab 1917 Ludwig von Winterfeld, dem auch das Nachbarhaus Kapellenbergstraße 13 gehörte. Im Adressbuch für 1936/37 steht Charlotte von Winterfeld als Eigentümerin. Sie hatte die Villa vermietet und wohnte in der Bergstraße 9 (später Schlegelstraße). Ludwig von Winterfeld war nach Berlin-Charlottenburg (Badenallee 23) gezogen.
Nach der Wende bis 2002 nutzte die Gewerkschaft Öffentliche Dienste, Transport und Verkehr (ÖTV), Bezirksverwaltung Brandenburg, das Gebäude. Seit Ende Dezember 2010 beherbergt die Villa eine Augentagesklinik.

## Architektur
Der fünfachsige Putzbau ist zweigeschossig mit Souterrain und Walmdach. Auf der Schauseite zur Puschkinallee sind die hochrechteckigen Fenster und Fenstertüren teilweise mit Fensterläden ausgestattet. Den Mittelrisalit bekrönt ein spitzer Dreiecksgiebel mit Halbrundfenster. Dem Risalit ist ein Freisitz vorgelagert und die Fenster sowie Fenstertüren sind als Drillingsfenster ausgebildet. Ein Relief zeigt spielende und musizierende Putten. Ein Mäanderband umläuft das Gebäude unterhalb der Dachtraufe.